# 망어 (언어)
망어(Mảng, 중국어: 莽语)는 베트남 라이쩌우성과 중국 윈난성 진핑 자치현에 걸쳐 거주하는 소수민족 망족(Mảng, 莽人)의 언어이다. 중국 정부의 민족 분류 상 이들은 부랑족(布朗族)에 분류된다. 오스트로아시아어족에 속하나 명확한 위치는 불명이며, 파칸어파의 자매 언어라는 가설과 팔라웅어파에 속한다는 가설이 있다.